# FリーグU23選抜
FリーグU23選抜（英語:F.League U-23 Selection）とはFリーグのクラブに所属する23歳以下の選手で構成されるフットサルチーム。2013-14シーズンと2014-15シーズンにはFリーグ準会員リーグに参加していた。

## 歴史
2013年4月にFリーグU23選抜の結成が発表され、デウソン神戸でGMを務める上永吉英がテクニカルディレクターに、現役選手を退いたばかりの木暮賢一郎が監督に就任。Fリーグ全体の若手の競技力の底上げを目的とし、前日に各クラブから招集して練習を行って試合に臨む。2013-14シーズンから2シーズンはFリーグ準会員クラブに交じってFリーグ準会員リーグに参加した。2014年には木暮がシュライカー大阪監督に就任したため、フットサル女子ミャンマー代表監督を務めていた小西鉄平がFリーグU23選抜監督に就任した。
2015-16シーズンは徳島ラパスが準会員に承認され、準会員が偶数の4チームとなった。FリーグU23選抜は準会員リーグに参加しないことになった。

## 歴代監督
- 木暮賢一郎 2013-2014
- 小西鉄平 2014-2015

## ユニフォーム

### ユニフォームサプライ
- ヨネックス